# أندرياس ألبيرز
أندرياس ألبيرز (بالدنماركية: Andreas Albers) هو لاعب كرة قدم دنماركي، ولد في 23 مارس 1990 في الدنمارك في مملكة الدنمارك. لعب مع Skive IK ‏.

## وصلات خارجية
- أندرياس ألبيرز على موقع قاعدة بيانات كرة القدم.إي يو (الإنجليزية)
- أندرياس ألبيرز على موقع Soccerway.com (الإنجليزية)
- أندرياس ألبيرز على موقع عالم كرة القدم.نت (الإنجليزية)